# Військово-морські сили Конфедеративних Штатів Америки
Військово-морські сили Конфедеративних Штатів Америки (CSN) — військово-морські сили збройних сил Конфедеративних Штатів Америки за наказом Конгресу Конфедеративних Штатів 21 лютого 1861. Вони здійснювали морські операції під час громадянської війни (1861—1865), воюючи проти флоту Союзу.
Основні завдання флоту КША полягали у захисті гаваней і узбережжя Конфедерації, атакувати американські (північні) торговельні суда по всьому світу та проривати блокаду флоту Союзу відволікаючи кораблі Союзу.

## Історія
Флот Конфедерації ніколи не міг досягти такої ж кількості кораблів, як у військово-морських силах США, (тоді відомий як флот Союзу), з його 70-ти річними традиціями і досвідом, тому вони використовували технологічні інновації, такі як панцерники, субмарини, торпедні човни та морські міни (тоді відомі як торпеди), щоб отримати переваги. У лютому 1861 флот США мав 30 кораблів, лише 14 з них були мореплавними. У той час як у флоті Союзу було 90 кораблів. Протягом війни флот КША зріст до 101 корабля для участі у морських сутичках та боротися з загрозами на узбережжі та на річках.

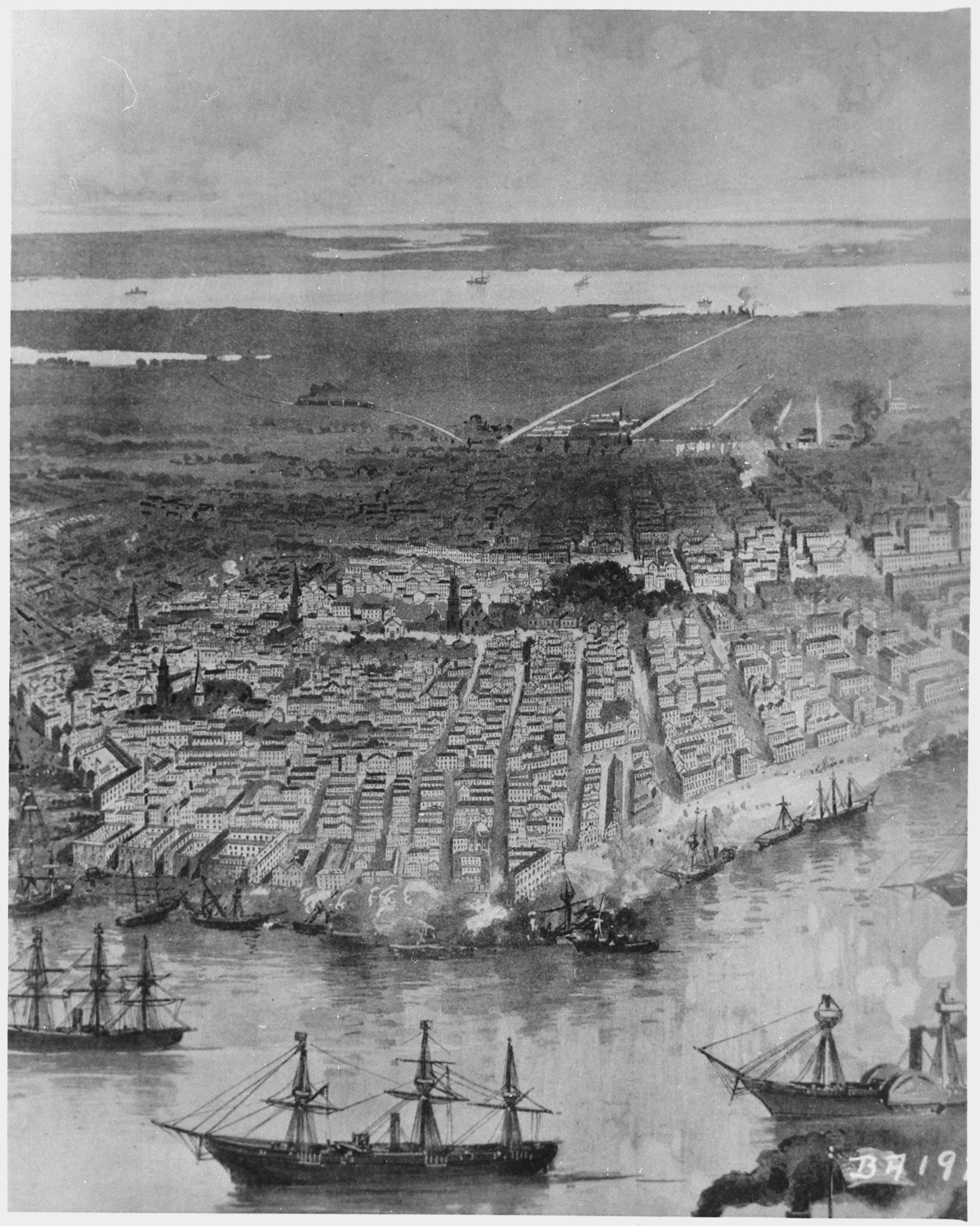
Зображення флоту Конфедерації у Новому Орелані

20 квітня 1861 Союз був змушений швидко покинути важливу верф Госпорт у Портсмуті, Вірджинія. У поспіху вони не встигли спалити склади зі зброєю, іншим припасами та кілька невеликих суден. В результаті Конфедерати змогли захопити потрібні військові матеріали, в тому числі важкі гармати, порох, ядра та заряди. Але найбільш потрібним для Конфедератів виявилися сухі доки, важко пошкоджені силами Союзу. Єдина військово-морська верф Конфедерації знаходилася у Пенсаколі, Флорида, тому верф Госпорт була дуже необхідною для будівництва нових бойових кораблів. Найбільш видатним бойовим кораблем який залишився на верфі гвинтовий фрегат USS Merrimack.
ВМС США спалили надбудову та верхню палубу Меррімака, коли затоплювали корабель. Від корабля мало, що залишилося окрім затопленого корпусу. Військово-морський міністр Конфедерації Стівен Меллорі бажав підняти і відновити Меррімак. Після підняття корпусу, який перебував під водою не тривалий час, парові машини та механізми виявилися не ушкодженими. Палуби зробили з дубових та соснових дощок, а верхня палуба була вкрита двома шарами важких залізних плит. Нова надбудова була не звичайною: нахилені важкі залізні бронеплити укладені двома шарами.
Судно стало новим типом бойового судна, паровий «панцерник». Новий корабель отримав назву CSS Virginia. Пізніше він вступив у бій проти нового панцерника Союзу USS Monitor. На другий день битви на рейді Гемптон-Роудс, зустрілися ці два кораблі і зробили багато влучень один в одного. В перший день цієї битви Вірджинія та ескадрі річки Джеймс, агресивно атакувала і майже прорвала блокаду дерев'яних бойових кораблів Союзу, що довело ефективність панцерників. Два парових панцерника рухалися вперед, намагалися обійти один одного з флангу і таранити, відступали, а потім знов обстрілювали один одного, але не змогли ні потопити один одного, ні примусити здатися. Після чотирьох годин обидва кораблі почали приймати воду через щілини між броньовими плитами, які з'явилися після вдалих влучень снарядів. Двигуни обох панцерників були перевантажені, а екіпажі виснажені. Обидва кораблі відступили, щоб більше ніколи не зустрітися. Ця частина Вбитви на рейді Гемптон-Роудс, між Монітором та Вірджинією сильно затьмарила криваві події які відбувалися на суходолі, найбільше завдяки тому, що це була перша в історії битва між двома броньованими паровими бойовими кораблями.
Останній конфедерат здався у Ліверпулі, Велика Британія 6 листопада 1865 на борту рейдера CSS Shenandoah коли в останнє на ньому було спущено прапор (бойовий прапор) Конфедерації. Ця здача призвела до зникнення флоту Конфедерації. Shenandoah став єдиним кораблем Конфедеративних Штатів Америки який здійснив навколосвітню подорож.

### Створення
21 лютого 1861 року Конгрес Конфедерації видав акт за яким було створено Конфедеративний флот, крім того Стівена Меллорі призначили морським міністром. Меллорі був досвідченим адвокатом адміралтейства і деякий час перебував на посаді голови Комітета по морським справам сената США. Конфедерація мала кілька розкиданих військово-морських ресурсів, а тому звернулась на верфі Ліверпуля у Англії, щоб купити крейсери для нападу на американський торговельний флот. У квітні 1861 Меллорі найняв лейтенанта ВМС США Джеймса Данвуді Буллоха до флоту Конфедерації і відправив до Ліверпуля. При підтримці Фразера Трентольма, який був імпортером та експортером і мав офіси у Ліверпулі, коммандер Буллох одразу замовив шість парових суден.
Після активного початку будівництва військово-морських сил 27 вересня 1862 Меллорі звітував комітету Конгресу Конфедерації:
До війни у штатах які входили до Конфедерації було побудовано дев'ятнадцять парових бойових кораблів, двигуни для всіх кораблів було створено у цих штатах. Вся праця та матеріали, які були потрібні для будування бойових кораблів, були розкидані по всім штатам.

[Військово-морське міністерство] побудувало пороховий завод який задовольняв потреби флоту; два двигуна, котли та машини, та п'ять збройних майстерень. Вони заклали вісімнадцять верфей для будівництва бойових кораблів, та канатна майстерня яка робила 9-ти дюймовий кабель з потужністю 8000 ярдів в місяць .... Було побудовано та переобладнано 44 звичайних бойових судна (не панцерники). Міністерство побудувало 12 бойових кораблів; частково побудовані і зруйновані, щоб не дісталися ворогу, 10; будується, 9; панцерників в строю, 12; побудовані і втрачені в бою, 4; будуються на різних етапах готовності, 23.
Крім кораблів про які згадували у звіті комітету, флот Конфедерації мав одну панцерну плавучу батарею, яку надала Конфедерації штатом Джорджія, один панцерний таран наданий штатом Алабама та чисельні комерційні рейдери для боротьби з торговельними кораблями Союзу. Коли Вірджинія відокремилася, флот Вірджинії увійшов до складу флоту Конфедерації.

### Бойові прапори, гюйси та інші військово-морські прапори

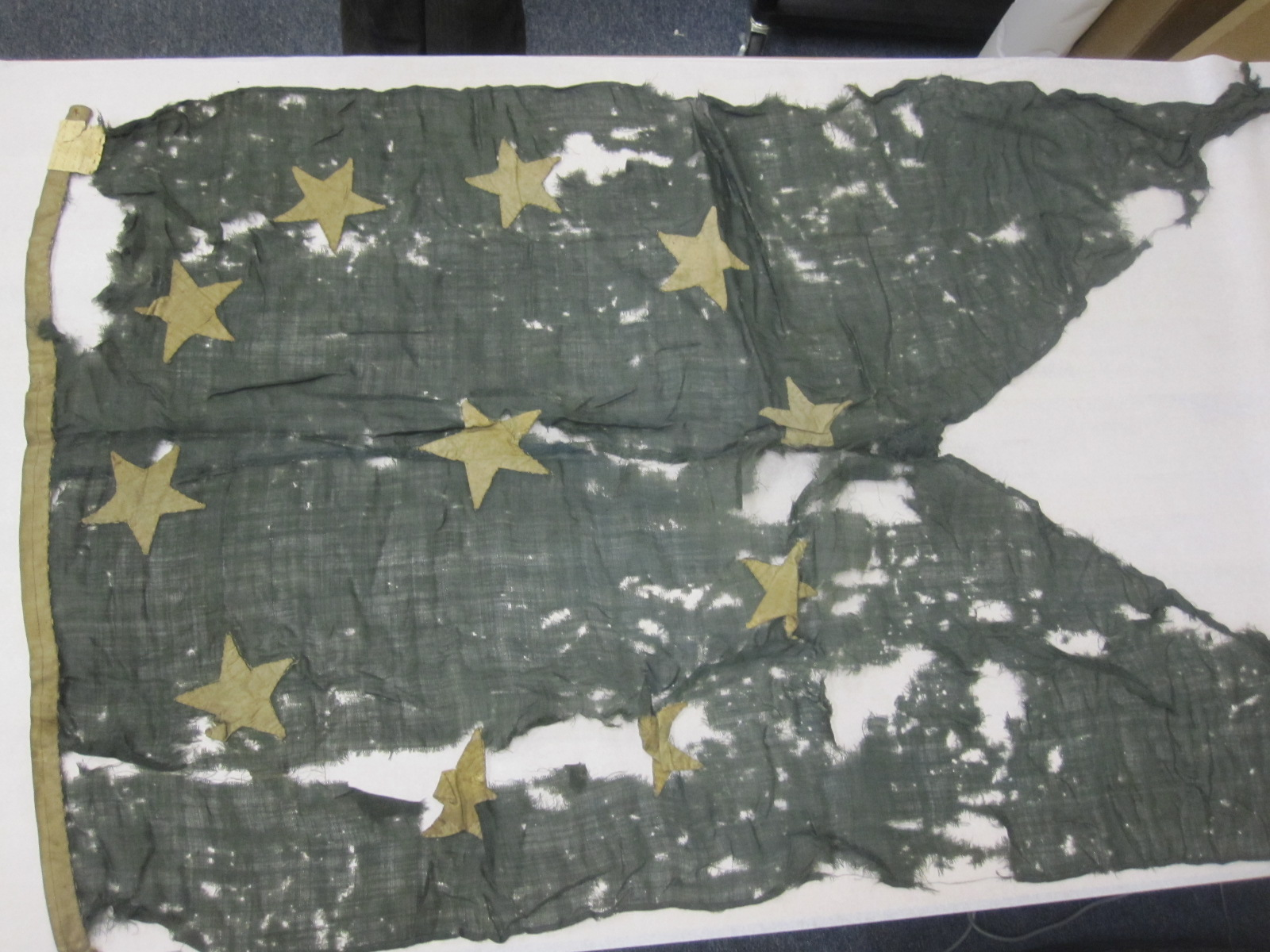
Вимпел адмірала Франкліна Б'юкенена, який використовувався в Мейбл Бей, штат Алабама.

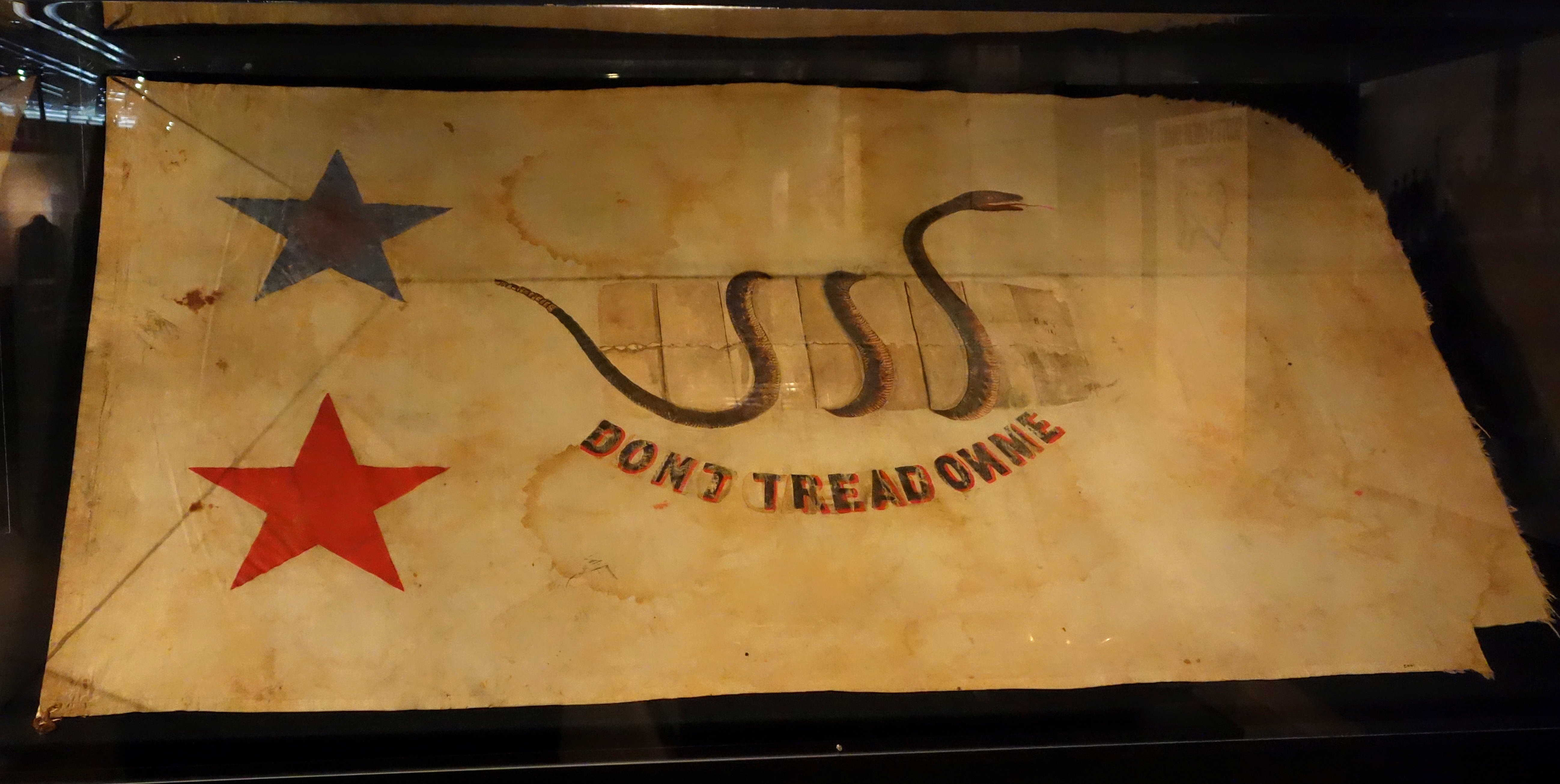
Прапор з Саванни, Джорджия

Практика основних та додаткових прапорів прийшла у флот Конфедерації з британських традицій; тому молодий флот Конфедерації прийняв детальні вимоги щодо прапору та правил використання бойових прапорів, гюйсів, а також кормових прапорів малих катерів, вимпелів, прапорців та сигнальних прапорців на борту бойових суден. Протягом 1863 було внесено зміни до правил, коли для всіх кораблів Конфедерації було представлено новій бойові прапори, гюйси та вимпели, через зміну національного прапору Конфедерації зі старого «Stars and Bars» на новий «Stainless Banner». Незважаючи на детальні положення морських правил, часто можна побачити прапори з незначними змінами, через різні виробничі технології, матеріали та традиції створення прапорів у кожному зі штатів Конфедерації.

### Капери
17 квітня 1861 президент КША Джефферсон Девіс запропонував видавати каперські свідоцтва з печаткою Конфедеративних Штатів, для боротьби з кораблями та власністю США та їхніми громадянами:
Отже, я, Джефферсон Дейвіс, президент Конфедеративних Штатів Америки, видаю, своє запрошення, для всіх тих, хто бажає, служити на приватних збройних суднах у відкритому морі, щоб допомогти цьому уряду протидіяти такій безглуздій та злій агресії, повинні подати заяву на отримання каперського свідоцтва, яке буде мати печатку Конфедеративних Штатів ...
Президент Девіс не був впевнений, що виконавча влада буде видавати каперські свідоцтва і скликав спеціальну сесію Конгресу 29 квітня, щоб офіціально дозволити наймати приватирів від імені Конфедеративних штатів. 6 травня Конгрес Конфедерації видав «Акт, який визнає існування війни між Сполученими Штатами та Конфедеративними Штатами, а також щодо каперських свідоцтв, призів та призових товарів.» А потім 14 травня 1861 було видано «Акт, який регулює продаж призів та їх розповсюдження». Обидва ці акти гарантували президенту можливість видавати каперські свідоцтва та правила, які детально регулювали умови видачі таких свідоцтв, поведінку офіцерів та матросів таких суден та розділення призів серед екіпажів каперів. Зазвичай приватири Конфедерації діяли так само як і приватири США або європейських держав.
У 1856 паризька декларація регулювання морських прав визнала каперів поза законом, у таких країнах як Велика Британія та Франція, але Сполучені Штати не підписали та не схвалили цю декларацію. Проте, каперство було офіційно визнано у США та КША, а також у Португалії, Росії, Отоманській імперії та Німеччині. Проте Сполучені Штати не визнали Конфедерацію, як країну і не визнали в легітимності будь-яких каперських свідоцтв, виданих її урядом. Президент США Авраам Лінкольн заявив, що будь-які ліки у Конфедерації є контрабандою, а тому будь-які капери Конфедератів повинні бути повішені як пірати. Врешті-решт, ніхто не був повішений за каперство, тому що уряд Конфедерації погрожував відплатити тим же по відношенню військовополонених США.
Спочатку, капери конфедерації проводили свої операції з Нового Орлеану, але активність незабаром сконцентрувалася у Атлантиці, тому що флот Союзу розширив територію своєї дії. Капери Конфедерації переслідували торговельні судна Союзу і потопили кілька бойових кораблів, хоча вони не змогли розірвати блокаду південних портів, що суттєво вплинуло на економіку Конфедерації.

## Кораблі

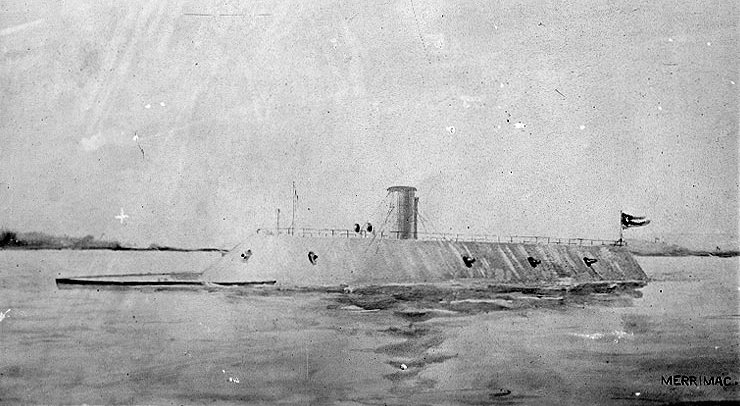
CSS Virginia

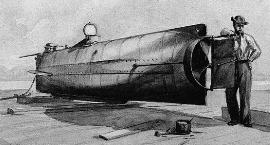
Малюнок Hunley

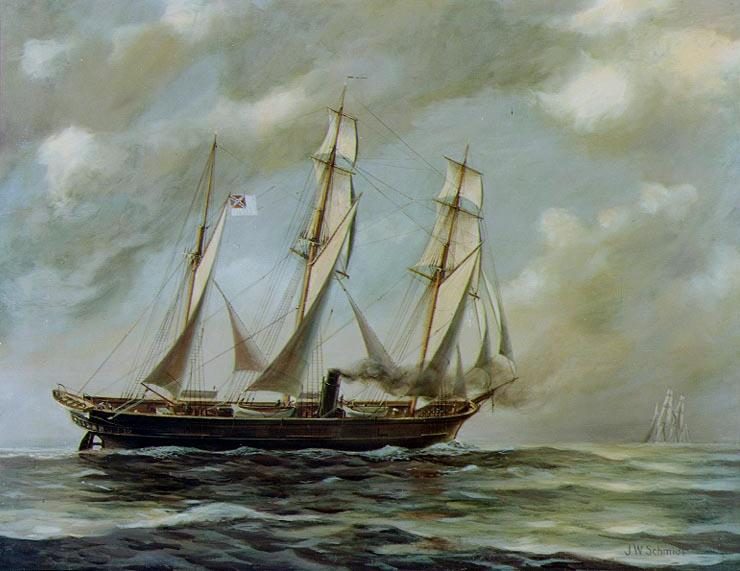
CSS Alabama, корабель флоту КША

Найбільш відомим з кораблів був CSS Virginia, колишній шлюп USS Merrimack (1855). У 1862, після переробки на панцерний таран, він вступив у бій з USS Monitor на рейді Гемптон-Роудс. Ця битва символізувала закінчення домінування великих дерев'яних вітрильних бойових кораблів та початок ери панцерних бойових кораблів.
Крім того Конфедерати будували субмарини, серед них була субмарина Черепаха часів війни за Незалежність в США. Субмарини Піонер та  Бейю Сент-Джонв боях не брали участі. Проте, Hunley, побудований у Новому Орлеані у якості капера Горасом Ганлі, який пізніше було передано армії Конфедерації у Чарльстоні, але керував нею флотський екіпаж, стала першою субмариною яка під час війни потопила корабель. Hunley була затоплена за невідомих причин незабаром після успішної атаки шлюпу USS Housatonic.
Торговельні рейдери флоту Конфедерації також зробили свій внесок в руйнування морської торгівлі в США. Найбільш відомим серед них став гвинтовий шлюп CSS Alabama, бойовий корабель було секретно побудовано для Конфедерації у Беркенгеді, поряд з Леверпулем, Велика Британія. Корабель спустили на воду під назвою Enrica, але після проходження Азорських островів назву було змінено на CSS Alabama капітаном Рафаелем Семменсом. Звідти Алабама почала свою відому навколосвітню каперську подорож і атакувала 65 кораблів США, рекорд який не зміг побити жоден корабель у світі під час воєнних дій. CSS Alabama була побудована у Ліверпулі, більша частина команди були з Ліверпулю і ніколи не заходила до портів Конфедерації. Схожий рейдер, CSS Shenandoah зробив останній постріл у громадянський війні наприкінці червня 1865; вона не спустила прапор і задался лише на початку листопада 1865, через п'ять місяців після завершення громадянської війни.

## Організація
У період з початку війни до кінця 1861 до складу флоту було завербовано 373 офіцери, воррент-офіцери та гардемарини, які пішли у відставку або були звільнені з лав флоту США і бажали служити у флоті Конфедерації. Тимчасовий Конгрес у Монтгомері прийняв цих людей до флоту Конфедерації у їхніх старих званнях. З_метою їхнього розміщення передбачалося, що офіцерський корпус буде складатися з чотирьох капітанів, чотирьох командерів, 30 лейтенантів та інших нестройових офіцерів. 21 квітня 1862 перший конгресс збільшив офіцерський корпус до чотирьох адміралів, десяти капітанів, 31 командера, 100 перших лейтенантів, 25 других лейтенантів та 20 майстрів; крім того, було 12 касирів, 40 помічників касирів, 22 хірурги, 15 старших помічників хірургів, 30 помічників хірургів, один головний інженер та 12 інженерів. Цей акт також передбачав заохочення по заслугах: «Всі адмірали, чотири капітани, п'ять командерів, двадцять два перших лейтенанти та п'ять других лейтенантів, призначаються виключно за хоробре або гідне поводження під час війни.»
У 1862 були введені правила носіння уніформи та рангів. Не стройові офіцери носили різну уніформу або навіть цивільний одяг. Крім того на пароплаві поряд з Річмондом, Вірджинія, було створено військово-морську академію Конфедеративних Штатів.

### Керування
За керування військово-морським флотом та корпусом морської піхоти відповідало військово-морське міністерство. Воно мало різних офіцерів, різні бюро і військово-морських агентів в Єворпі.
До 20 липня 1861 р. уряд Конфедерації організував адміністративні посади військово-морського флоту Конфедерації наступним чином:
- Стівен Меллорі — міністр військово-морських сил КША
- Комодор Самуель Баррон — голова бюро замовлень та деталей
- Командер Джордж Мінор — голова відділу озброєнь та гідрографії
- Касир Джон ДеБрі — голова відділу провіанту та одягу
- Хірург В. А.В Споттсвууд — бюро медицини та хірургії
- Едвард М. Тідболл — головний клерк

### Історіографія
- Krivdo, Michael E.The Confederate Navy and Marine Corp in James C. Bradford, ed. A Companion to American Military History (2 vol 2009) 1:460-71